# Визвольна Армія Інгушетії
Визвольна Армія Інгушетії (інг. Ğalğay Kortamuq̇alen Eskar) — добровольче угруповання, яке було створено Комітетом Інгуської Незалежності для війни за незалежність Інгушетії від Росії.
На початку квітня 2023 року між інгуськими партизанами, і російськими силовиками тривали кількаденні бої, під час яких загинуло близько півтора десятка співробітників ФСБ, Росгвардії, військових і поліцейських. Одразу після цих подій секретар Радбезу РФ Патрушев провів в Кабардино-Балкарії засідання щодо посилення заходів безпеки на Північному Кавказі.
За словами представника Комітету Інгуської Незалежності, армія складається здебільшого з добровольців з Інгушетії, ветеранів Першої і Другої російсько-чеченських війн та осетинсько-інгуського конфлікту. Наразі Визвольна Армія Інгушетії не планує приєднуватися до складу української армії, але речник армії каже, що приєднання до української армії можливе[джерело?].

## Підрозділи
- Спеціальний оперативний підрозділ «Бадр»